# Theodor-Wenzel-Werk
Das Theodor-Wenzel-Werk e. V. ist ein evangelischer Trägerverein in Berlin mit Hauptsitz in Berlin-Nikolassee und betreibt Einrichtungen im Gesundheits- und Sozialwesen in Berlin.

## Beschreibung
Neben drei stationären Pflegeeinrichtungen gehören die Kliniken im Theodor-Wenzel-Werk mit den Fachbereichen Psychiatrie, Psychosomatik und Neurologie sowie zwei Einrichtungen für Betreutes Wohnen und einer Diakoniestation für ambulante Pflege zum Versorgungsangebot des Trägers.
In den Einrichtungen des Theodor-Wenzel-Werks sind mehr als 700 Mitarbeiter beschäftigt, jährlich werden ca. 8.000 Hilfebedürftige in Berlin und Umgebung versorgt. Das Theodor-Wenzel-Werk ist Mitglied des Diakonischen Werkes Berlin-Brandenburg-schlesische Oberlausitz und verfolgt als eingetragener Verein satzungsgemäß ausschließlich und unmittelbar gemeinnützige, mildtätige und kirchliche Zwecke durch Unterhaltung von sozialen Einrichtungen.

## Geschichte
Als Namensgeber des Theodor-Wenzel-Werks steht der frühere Pastor Theodor Wenzel (1895–1954). Er leitete ab 1927 den Provinzialausschuss für Innere Mission der Provinz Brandenburg sowie 160 weitere Beratungs- und Hilfsstellen, die sich zum Teil auch in Brandenburg befanden. Er sah seine Aufgabe vor allem darin, Krankenhäuser, Pflegeheime, Herbergen und Wanderarbeitsstätten ohne Beeinträchtigung ihrer Selbstständigkeit zu beraten, zu fördern und zwischen deren Tätigkeiten einerseits und den kirchlichen, staatlichen und kommunalen Behörden andererseits zu vermitteln.
1932 gehörten zum Provinzial-Ausschuss für Innere Mission in der Provinz Brandenburg 254 Anstalten der geschlossenen Fürsorge. Dies waren Krankenhäuser, Pflegeanstalten für körperlich und geistig Behinderte, Alters- und Pflegeheime, Kinderheime, Herbergen und Wanderarbeitsstätten mit insgesamt ca. 11.000 Betten. Dazu kamen über 160 Einrichtungen der halboffenen Fürsorge wie die Einrichtungen für Kinderpflege, 180 Schwesternstationen, ferner acht Fachberatungsstellen und 27 sonstige Einrichtungen, wie z. B. die Bahnhofsmissionen. 45 evangelische Wohlfahrts- und Jugenddienste gab es in den Land- und Stadtkreisen Brandenburgs. Sieben Diakoniehäuser, der volksmissionarische Dienst mit Evangelisationen, Schriftenmission, Wochenendmission, Flussschiffermission, Posaunenmission und auch die ländliche Märkische Volkshochschule waren der Märkisch Inneren Medizin angeschlossen.
In all diesen Bereichen hat Theodor Wenzel Wesentliches zum Aufbau und Bestand geleistet. Nationalsozialisten betrachteten den Einfluss Wenzels als problematisch, waren aber kaum in der Lage, ihm diesen zu entziehen, da dieses Werk bereits zu gefestigt und zu weit verzweigt war.
Nach dem Zweiten Weltkrieg und der deutschen Kapitulation fiel der größte Teil der Einrichtungen in fremde Hände, da sie nun in der sowjetischen Besatzungszone verortet waren. Theodor Wenzel begann seine Aufbauarbeit erneut und übernahm die Führung der Inneren Mission in Berlin und in der gesamten damaligen sowjetischen Besatzungszone. Er war maßgeblich daran beteiligt, dass die im Westen verbliebenen Liegenschaften unter einem neuen Rechtsträger, dem Wichern-Werk, zusammengefasst wurden. Auf Beschluss der Mitgliederversammlung erfolgte 1955 die Umbenennung des Wichern-Werkes im Gedenken an Wenzels Aufbauarbeit in das heutige Theodor-Wenzel-Werk.

## Einrichtungen des Theodor-Wenzel-Werkes

### Pflegeeinrichtungen
Das Theodor-Wenzel-Werk betreibt drei stationäre Pflegeeinrichtungen. Das Haus Friedenshöhe mit 125 Betten in Einzel- und Doppelzimmern befindet sich im Stadtteil Reinickendorf-Frohnau. Das Haus Rüsternallee mit 89 Betten in Berlin-Charlottenburg sowie das Fischer Dittmer-Heim mit 61 Betten in Berlin-Spandau sind dem Netzwerk Palliative Geriatrie angeschlossen.
Die für die ambulante Pflege zuständige Diakoniestation Zehlendorf-West gGmbH in alleiniger Trägerschaft des Theodor-Wenzel-Werks ist Mitglied im Diakonischen Werk sowie im Evangelischen Verband für Altenarbeit und Pflegerische Dienste (EVAP). Sie liegt auf dem Klinik-Campus an der Potsdamer Chaussee und betreibt von dort aus einen ambulanten Pflegedienst, dessen Einzugsgebiet sich über den Südwesten Berlins erstreckt.

### Kliniken im Theodor-Wenzel-Werk
Die Kliniken im Theodor-Wenzel-Werk sind ein Krankenhaus der Grundversorgung im Berliner Bezirk Steglitz-Zehlendorf. Die knapp 350 stationären und teilstationären Plätze verteilen sich auf eine Abteilung für Neurologie (Schwerpunkt unter anderem Schmerztherapie), zwei Abteilungen für Psychiatrie und Psychotherapie sowie eine Abteilung für Psychosomatische Medizin und Psychotherapie mit internistischem Schwerpunkt und widmen sich der Behandlung erwachsener Menschen. Eine Psychiatrische Institutsambulanz (PIA) sowie zwei Tageskliniken ergänzen das stationäre Angebot. Neben den Fachabteilungen besteht ein spezialtherapeutischer Bereich sowie eine eigenständige diagnostische Abteilung. Im Bereich der Psychiatrie erfüllt die Klinik den Vollversorgungsauftrag für den Bezirk Steglitz-Zehlendorf.

### Senioren-Wohnen
Das Theodor-Wenzel-Werk bietet betreutes Wohnen für ältere Menschen in Berlin Steglitz-Zehlendorf an. Das Theodor-Wenzel-Haus verfügt über 56 Ein-Zimmer- und 10 Zwei-Zimmer-Wohnungen. Die 2015 eröffnete Seniorenwohnanlage rêverie – Leben im Augenblick umfasst in fünf Wohnhäusern 32 Mietwohnungen mit Zwei- und Drei-Zimmer-Appartements sowie ein Gemeinschaftshaus für Wohnen mit gehobenem Standard und Serviceangeboten.